# Haux (Gironda)
Haux es una población y comuna francesa, situada en la región de Aquitania, departamento de Gironda, en el distrito de Burdeos y cantón de Créon. Produce vino de la AOC Cadillac.

## Demografía
| 493 | 552 | 504 | 647 | 729 | 732 |
| Para los censos de 1962 a 1999 la población legal corresponde a la población sin duplicidades (Fuente: INSEE [Consultar]) |     |     |     |     |     |